# Barbara Bach
Barbara Bach, właściwie Barbara Ann Goldbach, (ur. 27 sierpnia 1947 w Nowym Jorku) – amerykańska aktorka filmowa, modelka, najlepiej znana jako major Anya Amasova z serii o agencie 007 – Jamesie Bondzie pt. Szpieg, który mnie kochał (The Spy Who Loved Me, 1977) oraz partyzantka Maritza Petrović w sensacyjnym dramacie wojennym Komandosi z Navarony (Force 10 from Navarone, 1978). W kwietniu 1981 poślubiła Ringo Starra.

## Życiorys

### Wczesne lata
Urodziła się na nowojorskim  Rosedale jako najstarsze z pięciorga dzieci Marjorie Goldbach (1921–1997), irlandzkiej katoliczki, i nowojorskiego oficera policji Howarda I. Goldbacha (1922–2001), Austriaka żydowskiego pochodzenia. Jej babka była Rumunką. Dorastała w Jackson Heights. W 1964 ukończyła szkołę dla dziewcząt Dominican Commercial High School w Jamaica, w Queens. Rok później, w 1965, skróciła swoje nazwisko do Bach i rozpoczęła udaną karierę jako modelka, pozując do katalogów i magazynów o modzie. Opanowała też język włoski, francuski i hiszpański.

### Kariera
W wieku szesnastu lat podjęła pracę dla Eileen Ford Agency jako modelka. Jej twarz pojawiła się na okładkach magazynów „Vogue” i „Seventeen”. Pracując w Nowym Jorku, poznała swojego pierwszego męża – włoskiego biznesmena Augusto Gregoriniego. W 1966 przenieśli się do Włoch. Dwa lata potem pobrali się, a na świat przyszły ich dzieci – Francesca (ur. 7 sierpnia 1969 w Rzymie) i Gian Andrea (ur. 1972). W sierpniu 1975 doszło do separacji, Barbara przeniosła się do Los Angeles, a w 1978 małżeństwo z Gregorinim rozpadło się.
Debiutowała na szklanym ekranie w miniserialu Odyseja (The Odissey, 1968), a potem występowała we włoskich produkcjach kinowych klasy B, m.in. w dramacie kryminalnym Ostatnia szansa (L'Ultima chance, 1975) z Ursulą Andress czy w filmie przygodowym Wilk morski (Il Lupo dei mari, 1975) na podstawie powieści Jacka Londona.
Prawdziwą popularność zdobyła jako rosyjska agentka major Anya Amasova w filmie z serii o agencie 007 – Jamesie Bondzie pt. Szpieg, który mnie kochał (The Spy Who Loved Me, 1977) u boku Rogera Moore’a. Wystąpiła potem w roli jugosłowiańskiej partyzantki Maritzy Petrovich w sensacyjnym dramacie wojennym Komandosi z Navarony (Force 10 from Navarone, 1978), gdzie męskie role zagrali Edward Fox, Harrison Ford i Robert Shaw.
W styczniu 1981 jej zdjęcia ukazały się w miesięczniku dla panów „Playboy”.
Na planie komedii Jaskiniowiec (Caveman, 1981) poznała Ringo Starra, popularnego perkusistę zespołu The Beatles, za którego wyszła za mąż 27 kwietnia 1981. Razem pojawili się także w 11-minutowym filmie muzycznym fantasy Chłodnik (The Cooler, 1982), melodramacie telewizyjnym NBC Księżniczka Daisy (Princess Daisy, 1983) i dramacie muzycznym Paula McCartneya Give My Regards to Broad Street (1984).
W 1993 ukończyła studia na Wydziale Psychologii UCLA w Los Angeles.